# Tim Phivana
Tim Phivana (nascido em 6 de junho de 1940) é um ex-ciclista olímpico cambojano. Representou sua nação nos Jogos Olímpicos de Verão de 1964, na prova de velocidade.